# 小野清之
小野 清之（おの きよゆき、1939年 - 2009年）は、英米文学者。千葉大学名誉教授。フォークナー研究で知られる。岡山県生まれ。
1945年小野家に谷崎潤一郎一家が疎開で滞在し谷崎家と親交がある。

## 略歴
- 1939年 岡山県で出生
- 1958年 岡山県立岡山朝日高等学校卒
- 1962年 京都大学文学部英文科卒業（山内邦臣に師事）
- 1965年 京都大学大学院修士課程修了
- 京都大学大学院博士課程単位取得後退学
- 関西学院大学講師、助教授
- 1977年 アメリカ留学、全米学術協議会特別研究員（1978年まで）
- 関西学院大学文学部教授
- 千葉大学文学部助教授
- 1986年 アメリカ留学、フルブライト上級研究員（1988年まで）
- 1990年 千葉大学文学部教授（2005年まで）
- 2005年 千葉大学名誉教授
- 2009年 逝去

## 著書、訳本
- 『あの日、あの人』（英宝社、2005年）
- 『アメリカ鉄道物語 - アメリカ文学再読の旅』（研究社1999年）
- 『シャーロッツヴィル - アメリカ大学町点猫』（北星堂書店1990年）
- 『マクファスン短編集』（南雲堂1990年）
- 『メンフィスへ帰る ピーター・テイラー』（早川書房1990年）
- 『現代イギリス作家選』（松柏社1988年）
- 『フォークナー全集25』（冨山房1984年）
- 『新アメリカ文学史』（学書房1988年）共著山内邦臣
- 『鉄道』（ミネルヴァ書房 2012年）共著小池滋、湯沢威、田中俊宏、松永和生
- 『素顔の日本人 ピーター・ミルワード』（北星堂書店1984年）
- 『English shrot stories of today』（松柏社1984年）

## 論文
- CiNii>小野清之